# Đường tỉnh 241
Đường tỉnh 241 hay tỉnh lộ 241, viết tắt ĐT241 hay TL241, là đường tỉnh ở huyện Bắc Sơn, tỉnh Lạng Sơn, Việt Nam.

## Tuyến đường
Đường tỉnh 241 bắt đầu từ ngã ba Quang Tiến trên Quốc lộ 1B, xã Vũ Lễ, huyện Bắc Sơn. 21°47′36″B 106°09′51″Đ / 21,793245°B 106,164051°Đ
Đường chạy vòng cung qua các xã ở nam và đông huyện, tới thị trấn và nối vào Quốc lộ 1B ở xã Long Đống.
Đường tỉnh 243 nối vào ĐT241 ở ngã ba Mỏ Nhài, xã Hưng Vũ, huyện Bắc Sơn. 21°50′15″B 106°20′59″Đ / 21,837608°B 106,349691°Đ
Làng Mỏ Nhài là nơi có "Khu di tích đồn Mỏ Nhài" liên quan đến Khởi nghĩa Bắc Sơn năm 1940.